# Санктан
Санктан (VI век) — епископ Манкский. День памяти — 9 мая, 20 мая.
Святой Санктан (Sanctan, Sanctain), предположительно, был сыном Пенухеля, правителя Северной Британии. Имеющиеся сообщения о том, что он был учеником святого Патрика, выглядят хронологически недостоверными. Он вёл активную проповедь в Камбрии, после чего стал епископом в Килл-да-Лесе (Kill-da-Les, «храм двух фортов»), точное положение которого неизвестно. Это мог быть Килл-на-Санктан (Kill-na-Sanctan), что около современного Дублина, или на острове Мэн, где имеется названный в честь него приход Сантон, Ирландия.